# Chur
Chur (fr. Coire, wł. Coira, rm. Cuira) – miasto i gmina w Szwajcarii, stolica kantonu Gryzonia oraz siedziba administracyjna regionu Plessur. Najstarsze miasto w Szwajcarii oraz największa gmina pod względem liczby mieszkańców w regionie. 1 stycznia 2020 do miasta przyłączono gminę Maladers, a 1 stycznia 2021 gminę Haldenstein.
Planetoida (269550) Chur otrzymała nazwę pochodzącą od tego miasta.

## Geografia
Miasto położone jest w Alpach Retyckich, w dolinie rzeki Plessur, w pobliżu jej ujścia do Renu.

## Historia
Osadnictwo w tym rejonie prawdopodobnie zaczęło się około 5 tys. lat p.n.e. W 15 r. p.n.e. ten obszar należący do plemienia Retów podbili Rzymianie tworząc prowincję Raetia prima. Wówczas na terenie obecnego miasta powstała twierdza Curia Raetorum. W roku 451 powstało biskupstwo, okolica stała się lennem należącym do kościoła, dopiero w 1465 r. Chur uniezależniło się otrzymując status wolnego miasta. Rok przed tym wydarzeniem w mieście wybuchł wielki pożar, który zniszczył dużą część wcześniejszej zabudowy.

## Demografia
W Chur mieszkają 38 123 osoby. W 2020 roku 20,9% populacji gminy stanowiły osoby urodzone poza Szwajcarią.

## Najważniejsze obiekty
- katedra Najświętszej Marii Panny (St. Mariä Himmelfahrt) - romańska świątynia z XII i XIII wieku, w którą wkomponowano fragmenty z VI i IX wieku. W środku uwagi warta jest krypta oraz gotycki ołtarz główny w formie tryptyku z XV w.[5]
- kościół św. Marcina (Martinskirche) - protestancki kościół, obecną późnogotycką formę (1491) otrzymał po pożarze miasta. Przy kościele barokowa fontanna z 1716 r.[5]
- barokowy pałac biskupi[3] (Bischöfliches Schloss)
- kościół św. Lucjusza z kryptą merowińską[3] (St. Luziuskirche)
- kościół św. Regula (Regulakirche) - późnogotycki, zbudowany przez mistrza Baltazara Bilgeriego w latach 1494–1500. W kościele znajduje się fresk Chrystusa na krzyżu z roku 1504 oraz malowane okna, dzieło Hansa Studera z lat 60. XX wieku.[5]
- ratusz
- liczne wieże i bramy oraz fragmenty murów obronnych miasta[5]
- Muzeum Retyckie (Rätisches Museum) - mieszczące się w dawnym arsenale, który został przekształcony w 1675 roku na prywatną rezydencję barona Paula von Buol-Strassberga. W XIX wieku budynek stał się miejscem spotkań i dyskusji na temat problemów dotyczących ówczesnej kultury i polityki. W obawie przed utratą cennych dóbr kultury, stworzono pierwszą kolekcję historyczną, która dała impuls do powstania muzeum. Współcześnie wystawa prezentuje archeologiczne, kulturalne i ludowe dzieła sztuki, pochodzące z regionu całej Gryzonii[5]
- stacja kolejowa Chur wchodząca w skład kolei Rhätische Bahn – wpisanej na listę światowego dziedzictwa UNESCO; trasy charakteryzują się pięknymi widokami[5]

## Osoby

### urodzone w Chur
- Daniel Salis-Soglio, austro-węgierski generał broni, baron, budowniczy twierdzy Przemyśl
- Hans Rudolf Giger, autor postaci i scenografii do filmu Obcy - ósmy pasażer Nostromo. Od jego nazwiska pochodzi nazwa baru Giger Bar.

## Gospodarka
W mieście rozwinął się przemysł precyzyjny, maszynowy i spożywczy. Dodatkowo, w pobliżu miasta znajduje się browar, warzący piwo tradycyjnymi metodami. Infrastruktura turystyczna jest dobrze rozwinięta (ponad 20 hoteli)

## Sport
- EHC Chur – klub hokeja na lodzie

## Współpraca
Miejscowości partnerskie:
- Bad Homburg vor der Höhe, Niemcy[6]
- Cabourg, Francja[6]
- Mayrhofen, Austria[6]
- Mondorf-les-Bains, Luksemburg[6]
- Terracina, Włochy[6]

## Transport
Przez teren gminy przebiegają autostrada A13 oraz drogi główne nr 3, nr 13 i nr 740.

## Galeria

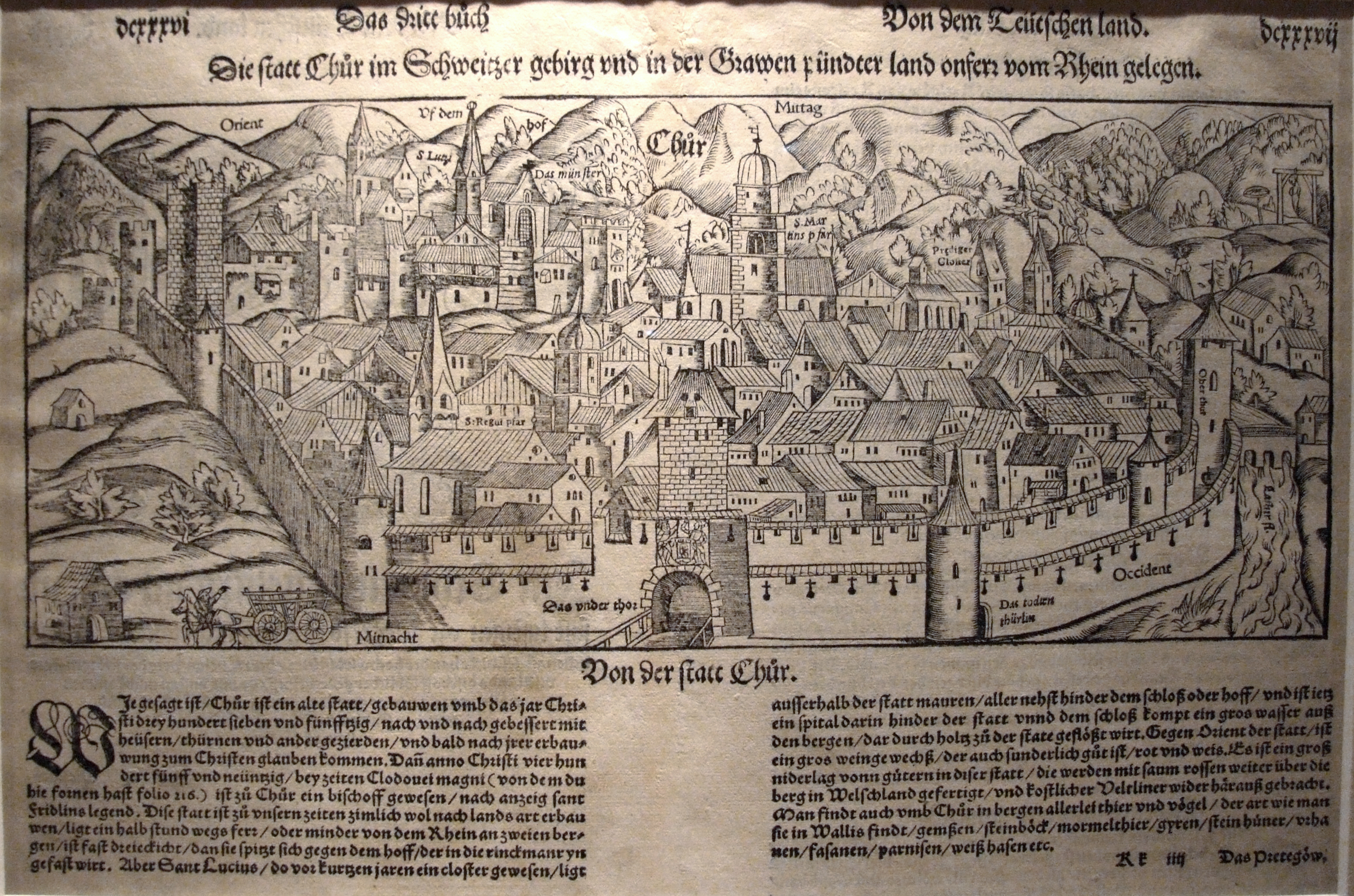
Chur w 1150 roku
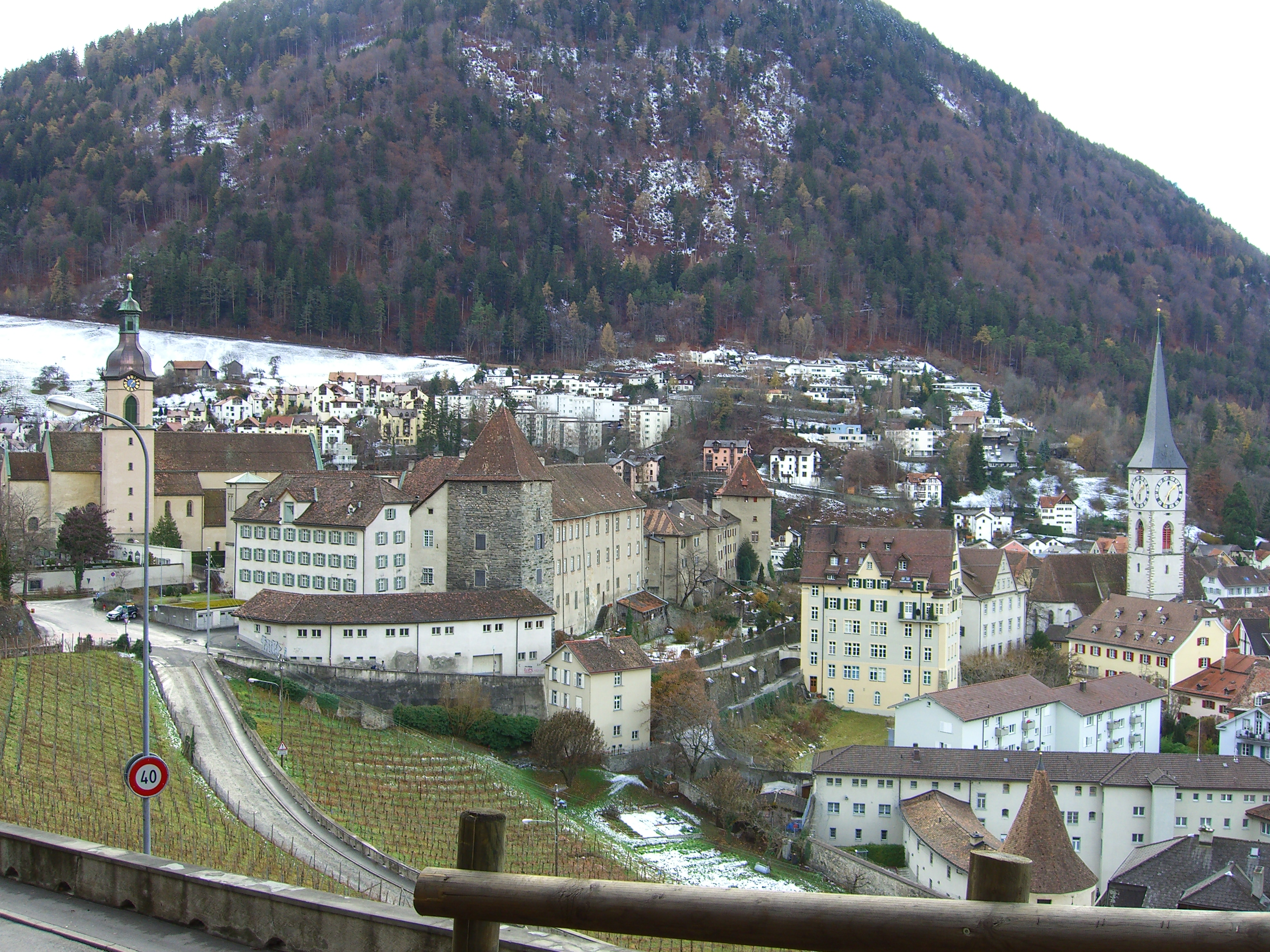
Współczesny widok miasta
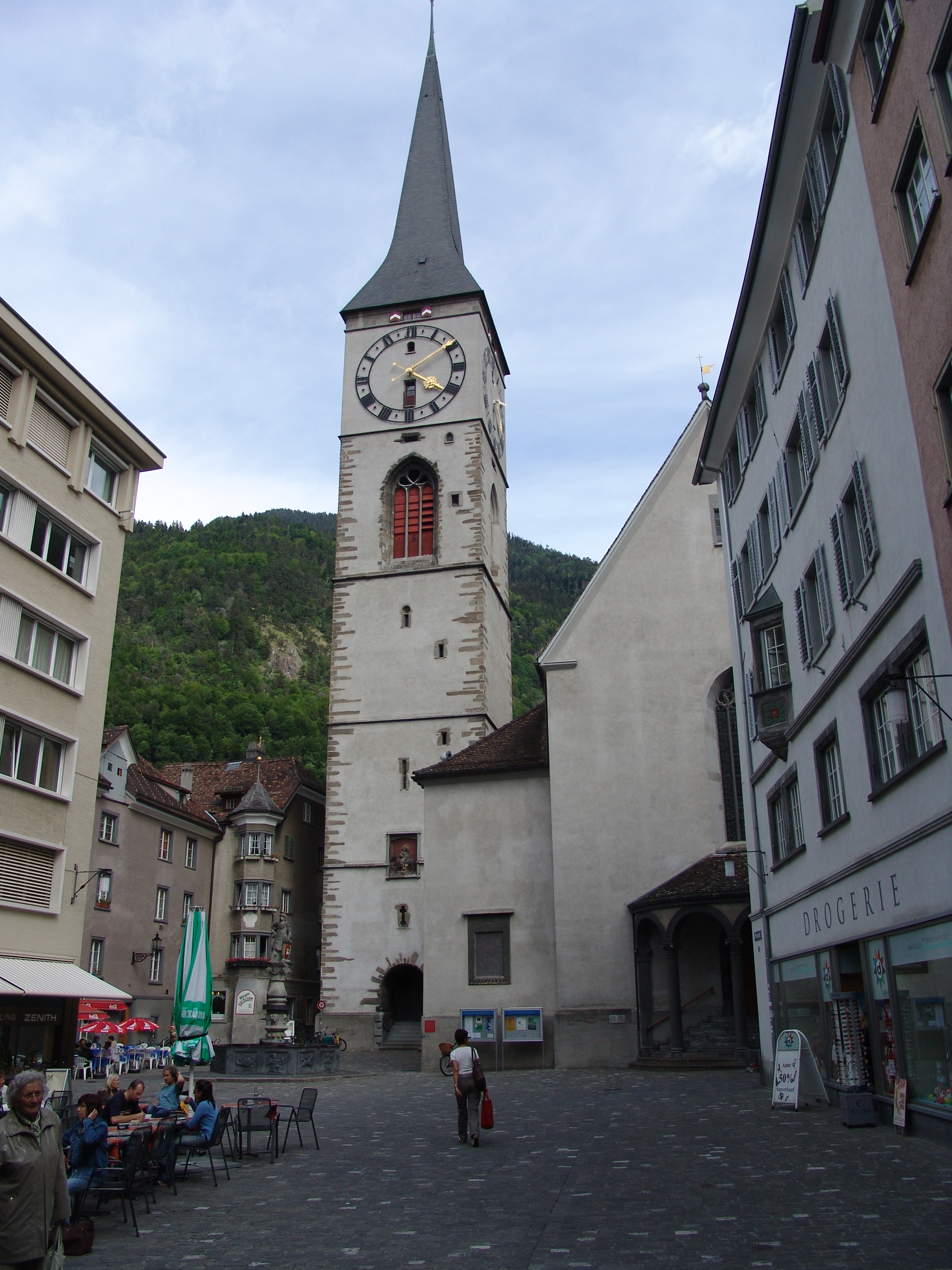
Kościół św. Marcina (Martinskirche)
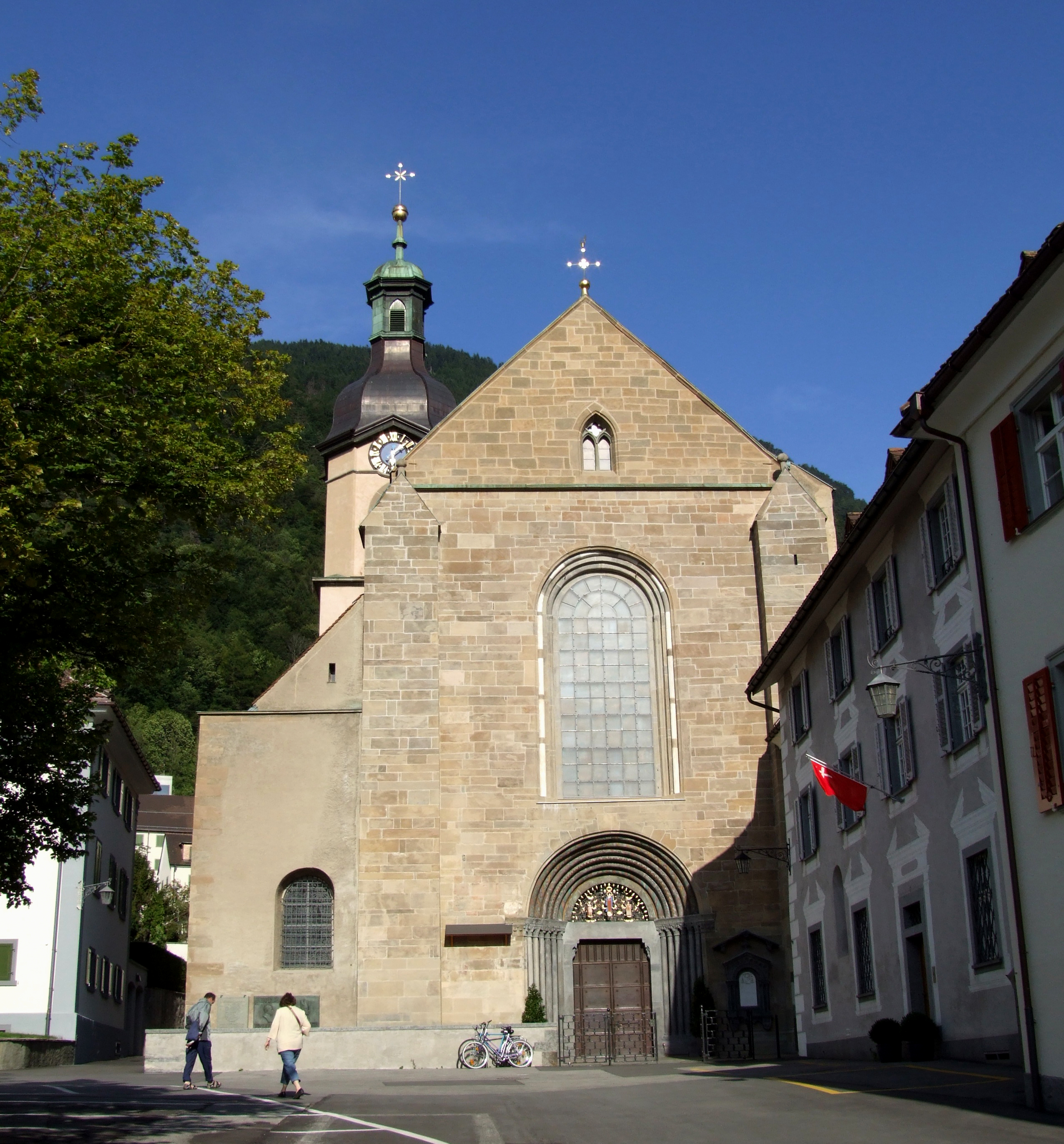
Katedra (St. Mariä Himmelfahrt)
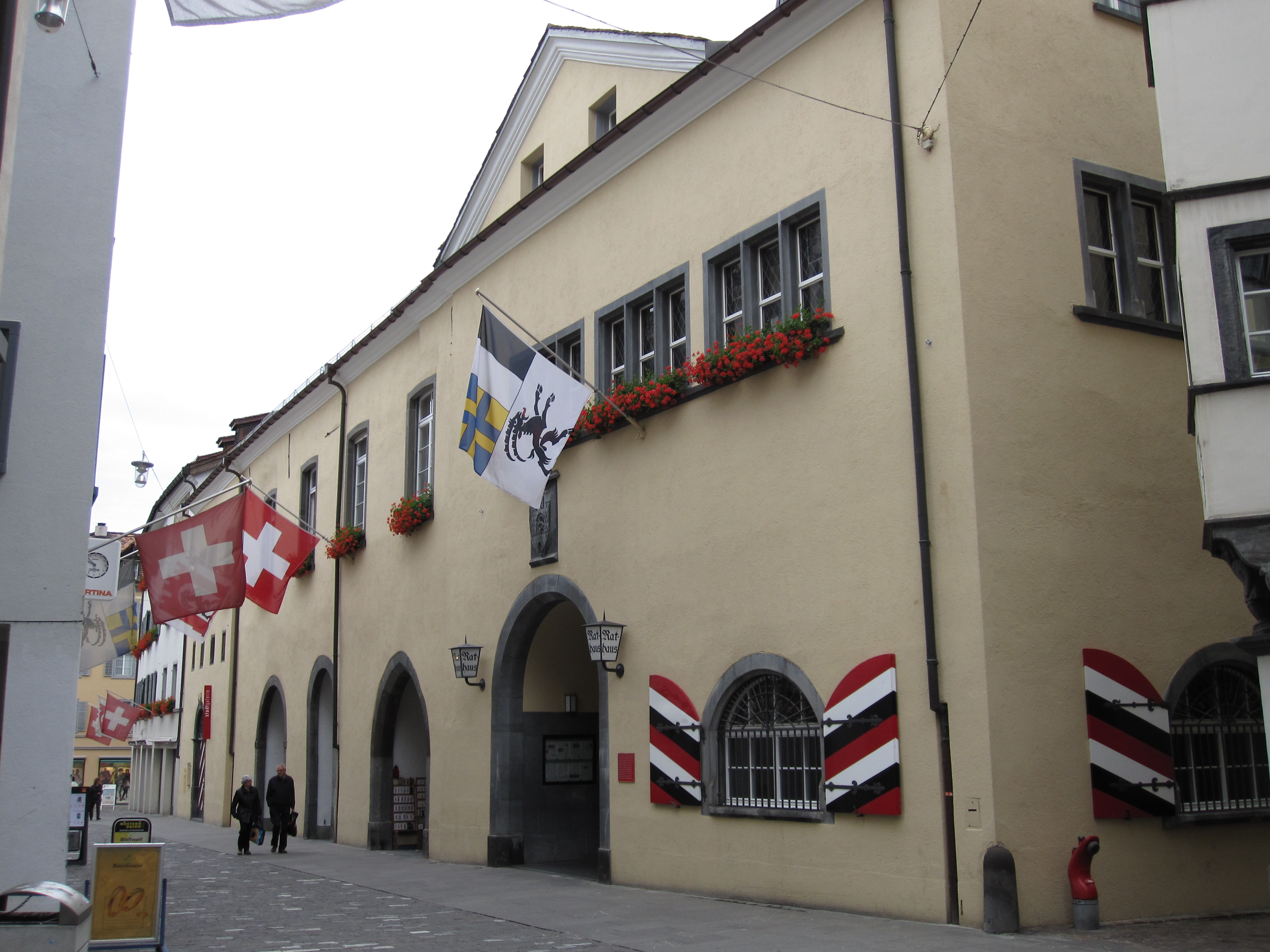
Ratusz
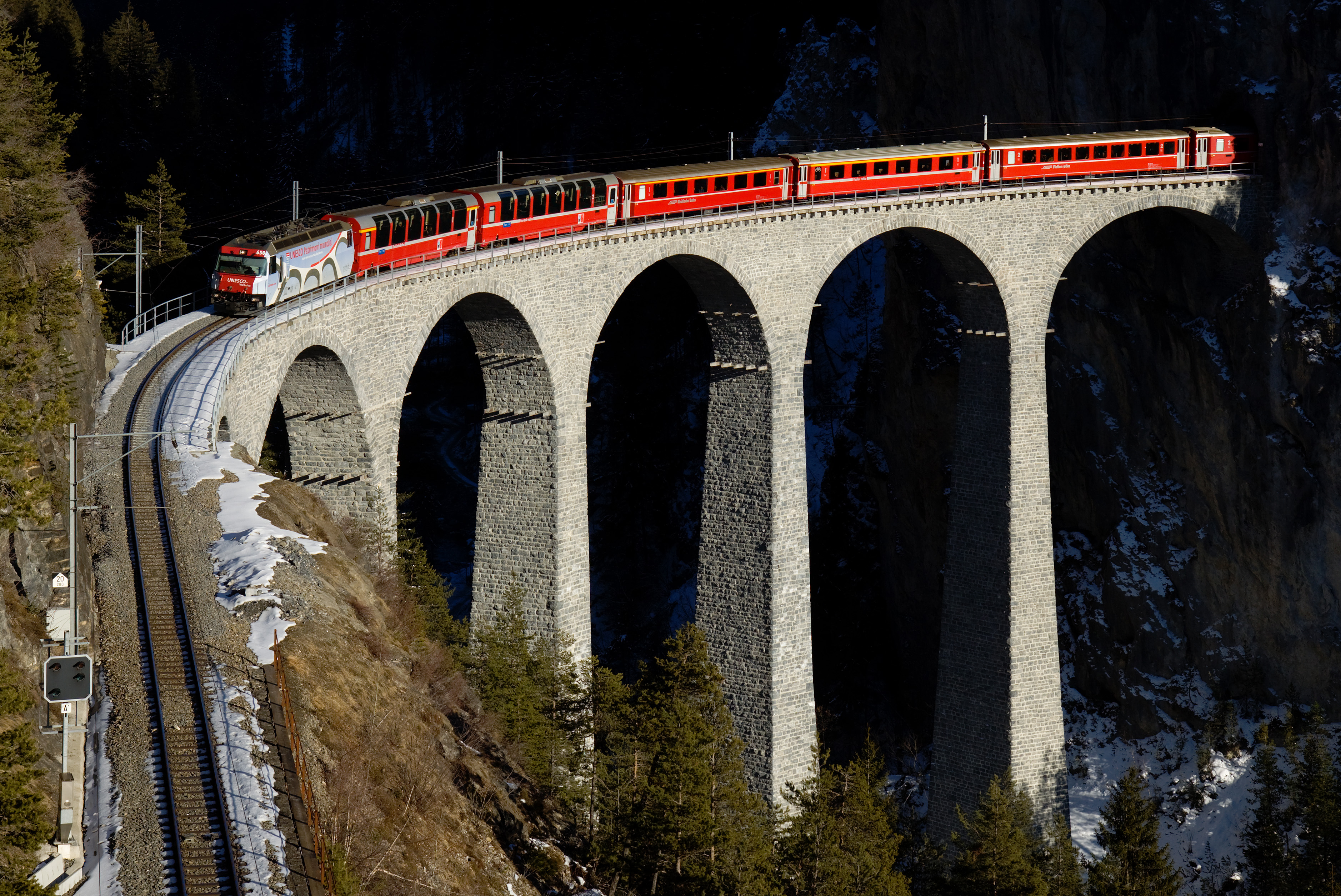
Fragment trasy kolei Rhätische Bahn